# Société générale des auteurs et éditeurs
Pour les articles homonymes, voir SGAE.

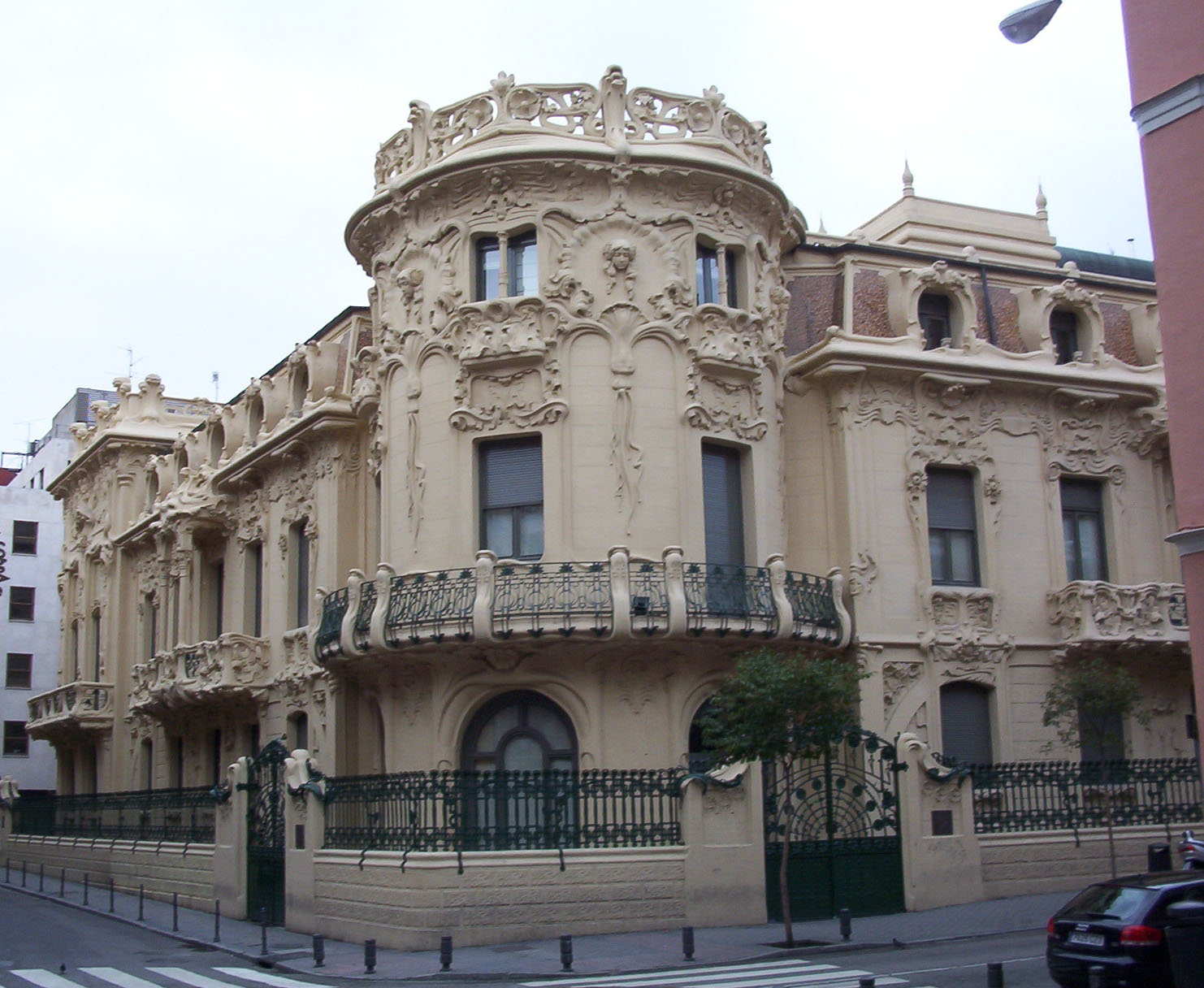
Palacio Longoria (Madrid), siège de la SGAE.

La Société générale des auteurs et éditeurs (SGAE) (espagnol : Sociedad General de Autores y Editores) est une société privée espagnole légalement reconnue comme société de gestion collective, qui se consacre à la gestion des droits d'auteur de ses membres, qui comprennent toutes sortes d'artistes et d'entrepreneurs du secteur culturel. Il s'agit d'une organisation qui gère la collecte et la distribution des droits d'auteur tout en veillant aux intérêts des éditeurs.
Son siège est situé au Palacio Longoria à Madrid.

## Résumé
Traditionnellement peu connue en dehors du secteur dans lequel elle opère, elle se fait largement connaître ces dernières années, à la suite du conflit avec l'industrie électronique sur l'application aux nouveaux supports numériques de la « redevance pour copie privée », introduite il y a plus de 20 ans. Les fabricants ont suggéré à l'époque l'introduction d'une redevance générique pour compenser les auteurs pour les exemplaires faits par les utilisateurs avec les nouvelles cassettes et les nouveaux magnétoscopes qu'ils proposaient d'introduire sur le marché, mais lorsque les sociétés de gestion collective ont demandé son extension aux nouveaux formats, elles s'y sont opposées. L'opposition à la redevance a conduit à la création d'associations telles que la plateforme Todos contra el canon, dont l'activité a considérablement nui à l'image de l'entité auprès du public,,,.
Le 1er juillet 2011, le président Teddy Bautista, réélu, et huit directeurs sont arrêtés sur ordre de l'Audiencia Nacional, accusés de détournement de fonds, de falsification de documents et de détournement de fonds, pour un montant d'environ 400 millions d'euros. Teddy Bautista est son président de 1995 au 12 juillet 2011, date à laquelle il démissionne en raison des délits dont il était accusé. Le 8 mai 2012, Antón Reixa est élu président de la SGAE, et le 25 juillet 2013, il est remplacé par José Luis Acosta Salmerón, après la révocation de Reixa par le conseil d'administration. Le 20 avril 2016, après la démission de José Luis Acosta, le compositeur et musicien José Miguel Fernández Sastrón est élu nouveau président de la SGAE.
Le musicien José Ángel Hevia préside l'organisation du 12 novembre 2018 au 27 février 2019, date à laquelle il est démis de ses fonctions à la suite d'une motion de censure. Il est remplacé par la compositrice et soprano madrilène Pilar Jurado. Le 30 mai 2019, la SGAE est temporairement expulsée (un an) par l'organisation mondiale du droit d'auteur. Cette décision est prise à Tokyo par l'assemblée générale de la Confédération internationale des sociétés d'auteurs et compositeurs (CISAC) et résulte du processus de sanction ouvert en décembre 2018. Ce processus est ouvert à la suite de plusieurs plaintes concernant la gestion de la SGAE. Ces plaintes pointaient du doigt le traitement discriminatoire des titulaires de droits et l'application de procédures de distribution inéquitables.